# Feliksów Dobrowski
Feliksów Dobrowski – część wsi Holendry Dobrowskie w Polsce położona w województwie mazowieckim, w powiecie gostynińskim, w gminie Szczawin Kościelny.
W latach 1975–1998 Feliksów Dobrowski należał administracyjnie do województwa płockiego.